# Sega (Zeitung)
Sega (kyrillisch Сега ‚Jetzt‘) ist eine bulgarische Tageszeitung mit Sitz in Sofia.
Sega wurde 1997 als Wochenzeitung gegründet und erscheint seit 1998 täglich. Die Auflage wurde 2010 auf 20.000 geschätzt. Gründer und Herausgeber ist Sascho Dontschev, der gemeinsam mit Gazprom an der bulgarischen Gasgesellschaft Overgas beteiligt ist.

## Hintergrund
Die Tageszeitung Sega ist nach eigenen Angaben politisch unabhängig. Sie befindet sich in Privatbesitz und erscheint an sechs Wochentagen. Montag bis Freitag mit 24 Seiten, Samstags mit 48 Seiten. Im Bereich „Tourismus“ wurde die Zeitung 2007 mit dem Preis des Bulgarischen Verbandes der Reiseveranstalter ausgezeichnet. An Wochentagen liegt der Fokus auf Nachrichten zu aktuellen Ereignissen und Beiträgen zu sozialen, politischen, wirtschaftlichen, kulturellen oder sportlichen Themen. Die Samstagausgabe hat ihren Schwerpunkt auf Unterhaltung, Reisen, Kochen und Beiträgen von allgemeinem Interesse. Die Zeitung richtet sich mit ihren Beiträgen an die gebildete Mittelschicht der Bevölkerung. International wurde sie beispielsweise von der deutschen ZEIT-Stiftung mit dem Gerd-Bucerius-Preis für Osteuropa ausgezeichnet, der jährlich an Medienunternehmen vergeben wird. Die Journalisten von Sega haben zahlreiche Auszeichnungen von bulgarischen und internationalen Institutionen erhalten.
Die wöchentliche Auflage liegt zwischen 80.000 und 100.000, während die Online-Ausgabe täglich von rund 200.000 Lesern besucht wird (Stand März 2018).

## Auszeichnungen
- 2002: Gerd Bucerius-Förderpreis Freie Presse Osteuropas der Zeit-Stiftung[3]